# Happy Flowers
Happy Flowers est un groupe de punk rock américain, originaire de Charlottesville, en Virginie,. Il est formé en 1983 par deux anciens membres des Landlords, John Beers (Mr. Horribly Charred Infant) et Charlie Kramer (Mr. Anus). Ce duo combine un guitare et une batterie aux sonorités noise punk improvisé et des paroles décalées, souvent écrites à la première personne et donnant le point de vue d'un enfant, avec des intonations et une grammaire enfantines.
La première chanson de Happy Flowers, Mom, I Gave the Cat Some Acid, sort durant l'été 1984 dans la compilation Brain of Stone. Le public du groupe grandit avec la sortie en 1987 du deuxième album, I Crush Bozo. En mars 2000, le groupe fait sa première tournée, avec quatre dates ; c'était leur première tournée en presque dix ans d'existence. En mars 2006, le groupe se réunit et joue au South by Southwest Music Festival, à Austin, au Texas.

## Biographie
The Landlords est un premier groupe de punk hardcore, originaire de Charlottesville, aux États-Unis. Le groupe qui comprend quatre élèves de l'Université de Virginie, est formé aux alentours d'octobre 1983. Un après avoir formé Landlords, les membres commencent à s'éparpiller dans d'autres groupes y compris Happy Flowers. Alors que Beers et Kramer se concentrent sur Happy Flowers, le bassiste de Landlords, Eddie Jetlag, continue de travailler avec eux. The Landlords continuent quelques années après la formation de Happy Flowers.
La première chanson des Happy Flowers, Mom, I Gave the Cat Some Acid, sort durant l'été 1984 dans la compilation Brain of Stone. Elle est suivie des deux premiers EP du groupe Le groupe se popularise encore plus avec la sortie des albums My Skin Covers My Body (1987) et I Crush Bozo (1988), publiés au label Homestead Records,. L'album, Lasterday I Was Been Bad, publié en 1990, fait participer le batteur Scott Pickering pour la moitié des chansons. En mars 2000, le groupe fait sa première tournée, avec quatre dates ; c'était leur première tournée en presque dix ans d'existence. En février 2004, le groupe se réunit à Charlottesville, pour un concert spécial 20 ans, qui sera filmé pour la sortie d'un DVD publié par Lost Frog Productions. En mars 2006, le groupe se réunit et joue au South by Southwest Music Festival, à Austin, au Texas.

## Membres
- John Beers (Mr. Horribly Charred Infant) - chant
- Charlie Kramer (Mr. Anus) - guitare

## Discographie
- 1984 : Songs for Children
- 1986 : Now We Are Six
- 1987 : Making the Bunny Pay
- 1987 : My Skin Covers My Body
- 1988 : I Crush Bozo
- 1989 : Oo]
- 1990 : Lasterday I Was Been Bad
- 1992 : Flowers on 45